# مکرتیچ آجمیان
مکرتیچ آجمیان (ارمنی: Մկրտիչ Աճէմեան؛ انگلیسی: Mkrtich Acemean ‏۱۰ نوامبر ۱۸۳۸ – ۲۸ اوت ۱۹۱۷) شاعر، و مترجم ارمنی‌تبار اهل امپراتوری عثمانی بود.

## زندگی
در کنستانتینوپل به دنیا آمد. در مدرسه‌های ارمنیِ زادگاهش و سپس بین سال‌های ۱۸۵۲ تا ۱۸۵۸ در کالج موراد-رافائلیان، ونیز زیرِ نظرِ قوند آلیشان تحصیل نمود. به محض بازگشت به زادگاهش برای یک شرکت تلگراف به فعالیت پرداخت و در زمان فراغت به سرایش شعر پرداخت.